# 수성구 (선거구)
수성구는 대한민국의 옛 국회의원 선거구이다. 당시 대구직할시 수성구 지역을 관할했다.

## 역사
제13대 국회의원 선거를 앞두고 남구·수성구 선거구에서 분리되면서 신설되었다.
제14대 국회의원 선거를 앞두고 수성구 선거구가 갑, 을로 분구되면서 폐지되었다.

## 역대 국회의원
| 선거   | 정당 | 정당       | 의원   |
| ------ | ---- | ---------- | ------ |
| 1988년 |      | 민주정의당 | 이치호 |

## 역대 선거 결과

### 대한민국 제13대 국회의원 선거
|  | 44.64% |

|  | 33.57% |

|  | 14.53% |

|  | 5.65% |

|  | 1.58% |